# Ferrari Land
Ferrari Land és un parc temàtic situat entre Salou i Vila-seca, a la província de Tarragona, a Catalunya. Aquest parc temàtic, inaugurat el 7 d'abril de 2017 és un complement al parc mare PortAventura Park. Tot i ser un complement, inclou la muntanya russa més alta del resort, i també d'Europa: Red Force.
El projecte va ser presentat el 2014, per tal de ser inaugurat el 2016, però va patir diversos ajornaments, deguts a canvis de projecte. Va ser pensat per estar posicionat en un dels aparcaments adjacents al parc, i aprofitar l'espai que tenia.

## Història

### El Primer Projecte

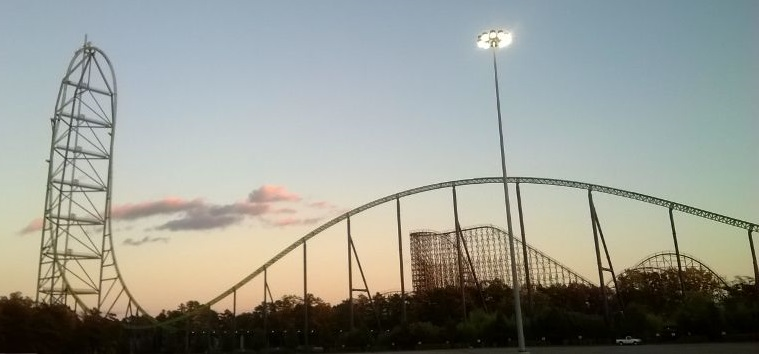
Red Force, molt semblant a Kingda Ka, del mateix fabricant Intamin, de 139 metres d'altura i de l'any 2005.

El projecte original de Ferrari Land ja preveia una gran muntanya russa (posterior anomenada Red Force), semblant a Kingda Ka i Top Thrill Dragster, als EUA, però més baixa, de 112 metres d'altitud, concretament (Top Thrill Dragster té 128 metres i Kingda Ka té 139 metres d'altitud, la muntanya russa més alta del món). El projecte de la muntanya russa no va variar molt, excepte l'extracció del camelback després de la caiguda. El primer projecte incloïa unes torres de caiguda lliure enganxades a la torre, i una temàtica molt més inspirada en la Itàlia més rústica i no tan tecnològica.

### El Segon Projecte
Majoritàriament el projecte executat, però lleugerament modificat. Els canvis més notables respecte l'anterior són les torres separades de la muntanya russa, un gran edifici central en forma de Ferrari F12 Berlinetta per una banda i la Scala de Milà, la Signoria (Palazzo Vecchio) de Florència, el Palazzo Ducale de Venècia, el Campanile di San Marco de Venècia i el Colosseu de Roma.
A més d'aquests canvis, molts dels edificis rústics deixen lloc a edificis més moderns, i molts dels rúsics deixen de tenir una aparença tan similar els uns amb els altres i cadascun agafa la seva pròpia identitat.

## Atraccions
Oficialment, Ferrari Land té 11 atraccions, però realísticament parlant, en té 6.
| Nom de l'Atracció    | Descripció | Dades Tècniques (Fabricant)                            | Anotacions                    |
| -------------------- | --- | ------------------------------------------------------ | ----------------------------- |
| Red Force            | La muntanya russa més ràpida i alta d'Europa, amb 112 metres i 180 km/h.                                                                   | Fabricada per Intamin                                  | [ 1 ]                         |
| Thrill Towers        | Dues torres, una de llançament vertical que després fa rebots, i l'altra que puja lentament fins a dalt, cau, i fa rebots.                 | Altura de 55 metres, fabricades per S&S Worldwide      |                               |
| Maranello Grand Race | Circuit familiar, d'uns 550 metres de longitud, amb pujades i baixades i dos carrils sempre paral·lels. Similar a Autopia, a Disneyland.   | Velocitat dels cotxes de 10–11 km/h, fabricat per C&S. |                               |
| Flying Dreams        | Està situat al gran edifici vermell. |                                                        |                               |
| Racing Legends       | Molt semblant a l'anterior. |                                                        |                               |
| Car Rodeo            | Atracció infantil que dona voltes al voltant d'un pneumàtic Pirelli de F1.                                                                 | Speedway de Zamperla                                   | Nom Provisional               |
| Simulador            | Semiprofessionals, amb recreacions de Monza, Mugello, Imola, Silverstone, Nürburgring, Circuit de Barcelona-Catalunya i Spa-Francorchamps. | Sense informació                                       | De Pagament i Nom Provisional |
| Pit-Stop             | Dos equips competeixen per veure qui canvia les rodes d'un F1 més de pressa.                                                               | Sense informació                                       | De Pagament i Nom Provisional |

## Restaurants
| Nom del Restaurant            | Tipus           | Localització al Parc                                                                |
| ----------------------------- | --------------- | ----------------------------------------------------------------------------------- |
| Trattoria                     | Servei de Taula | Davant de l'estació de Red Force                                                    |
| Piston's Food Court           | Fast-Food       | Just a l'entrada a la dreta (obrirà el 24 d'Abril, i no el 7 com la resta del parc) |
| Grand Snack (nom provisional) | Snack           | Davant del Colosseu, prop del circuit.                                              |
| Snack (nom provisional)       | Snack           | A la dreta de Ferrari Experience                                                    |

A més a més, a l'esquerra de l'entrada (davant de Piston's Food Court, hi haurà la botiga del parc.